# Torgut
 (février 2015).
Si vous disposez d'ouvrages ou d'articles de référence ou si vous connaissez des sites web de qualité traitant du thème abordé ici, merci de compléter l'article en donnant les références utiles à sa vérifiabilité et en les liant à la section « Notes et références ».
Cet article concerne le peuple torgut. Pour la langue torgut, voir Torgut (langue).

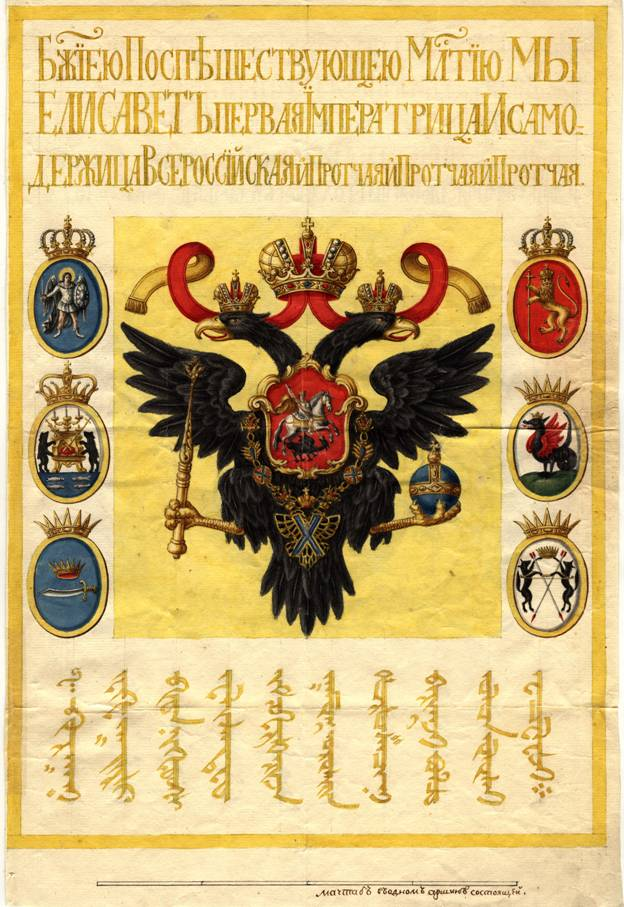
Bannière de Donduk Dashi (ou Dondog Dashi)

Le peuple Torgut (mongol : ᠲᠣᠷᠭᠤᠳ, VPMC : torgud, cyrillique : Торгууд, MNS : torguud, autre transcription courante, torghut), est un groupe ethnique mongol de la région autonome du Xinjiang en Chine, ainsi qu'en Kalmoukie, à l'ouest de la fédération de Russie ou ils sont appelés Kalmouks.

## Présentation
Ils constituent un sous-groupe ethnique des Oïrats. Leur langue est une variante de l'oïrate, langue mongole.
Leur population est d'environ 146 000 personnes. Ils vivent dans les régions du pourtour du bassin de la Dzoungarie, dans la préfecture autonome kazakhe d'Ili et au nord-est de la ville de Korla, où ils auraient migré depuis la basse Volga, en 1770, sous les ordres d'Oubashi Khan, pour fuir les Russes.
Bien qu'officiellement de religion bouddhiste, ils restent attachés au chamanisme qu'ils pratiquent toujours.

## Histoire
Au XVIIe siècle, au cours de l'effondrement de la puissante Ligue oïrate, Kho Örlög, séparé des autres Oirats, a émigré en 1630 vers la Volga avec ses Torguts, et a ainsi constitué la base des Kalmouks de Russie.
Environ 200 000 migrent, sous les ordres d'Ubashi Khan, en 1770, depuis la basse Volga, vers Ili, pour fuir les Russes. Les Mandchous de la Dynastie Qing avaient défaits les Dzoungars quelques années auparavant à Ili.

## Table des Khans torguts
Khans du Khanat Torgut (Torgut Oïrat : Хальмг хана улс, ISO-9 : Khalimg khana uls)
| Période | Nom chinois                          | nom mongol (sauf description contraire)                                         | transcription latine            | Années                                      | Remarque                                                                                                 |
| ------- | ------------------------------------ | ------------------------------------------------------------------------------- | ------------------------------- | ------------------------------------------- | --- |
| 1re     | 和鄂尔勒克, hé'è ěrlèkè              | mongol : ? ᠥᠷᠦᠯᠭᠡ, cyrillique : Хо Өрлөг                                        | Kho Örlög                       | Règne 1628 — 1643 mort en 1644              | |
| 2e      | 书库尔岱青, shūkùěr dàiqīng          | ᠰᠢᠬᠦᠷ ᠳᠠᠶᠢᠴᠢᠨ Oïrate cyr. : Шүхэр дайчин (Shukher Daichin) russe : Шукур-Дайчин | Shukher Daichin                 | Règne 1645 — 1667 mort en 1667              | |
| 3e      | 朋楚克, péngchǔkè                    | Russe : Пунцук Мончак                                                           | Ponchouke / Pountsouk-Montchak, | Règne 1667 — 1670 mort en 1670              | Fils de Sukur Daichin                                                                                    |
| 4e      | 阿玉奇, āyùqí                        | mongol : ᠠᠶᠤᠰᠢ, MNS : Ayuush ; mandchou : ᠠᠶᡠᡴᡳ, translittération ：ayuki       | Ayouki Khan                     | Règne 1669 — 1724, vie 1640 — 1724          | fils de Pountsouk                                                                                        |
| 5e      | 策凌敦多布, cèlíng dūnduōbù          | mongol : ᠴᠡᠷᠢᠩᠳᠣᠨᠳᠣᠭ, cyrillique : Цэрэндондог хаан (Russe : Церен-Дондук)      | Tseren Donduk Khan              | Règne 1724 — 1735                           | Second fils de Ayouki                                                                                    |
| 6e      | 敦罗卜旺布, dūnluóbǔ wàngbù          | mongol : ᠳᠣᠨᠳᠣᠭ ᠣᠮᠪᠤ ᠬᠠᠭᠠᠨ, cyrillique : Дондог Омбо хаан (Russe : Дондук-Омбо) | Donduk Ombo Khan (ru)           | Règne 1735 — 1741 décédé en 1741            | Petit-fils de Ayouki                                                                                     |
| 7e      | 敦罗布剌什, dūnluóbǔ là(shí ou shén) | mongol : ᠳᠣᠨᠳᠣᠭᠳᠠᠰᠢ ᠬᠠᠭᠠᠨ, cyrillique : Дондогдаш хаан (Russe : Дондук-Даши)    | Donduk Dashi Khan (ru)          | Règne 1741 — 1761 décédé en 1761            | Fils de 沙克都尔扎布, shākèdōuěrzābù                                                                     |
| 8e      | 渥巴锡, wòbāxī                       | mongol : ᠣᠪᠠᠱᠢ ᠬᠠᠭᠠᠨ, VPMC : ubashi qaγan, cyrillique : Убаши хаан              | Ubashi Khan (ou Oubacha Khan)   | Règne 1761 — 1771 vie 1742 — 9 janvier 1775 | Sous son ordre, exode de 200 000 Kalmouks de la basse Volga vers Ili en 1770, rencontre Qianlong à Pékin |
| 9e      |                                      | Russe : Додьби                                                                  | Dodbi Khan (ru)                 | règne 1771 — 1781                           | |
| 10e     |                                      | Russe : Ассарай                                                                 | As Saray Khan (ru)              | règne 1781                                  | Dernier Khan Torgut                                                                                      |